# Jean de Goerlitz
Jean de Goerlitz, né le 15 juin 1370 à Prague et mort le 1er mars 1396 à l'abbaye de Neuzelle, est un prince de la maison de Luxembourg, fils cadet de l'empereur Charles IV et de sa quatrième femme, Élisabeth de Poméranie.

## Biographie
En 1377, son père lui assigna le « duché de Goerlitz », un fief de la couronne de Bohême, nouvellement établi d'un bailliage en Haute-Lusace, qui s'étendait de la ville de Görlitz vers Lauban jusqu'à la rivière Kwisa (Queis) à l'est. À la mort de Charles IV en 1378, la suprématie de Bohême passe à son fils aîné Venceslas. Entre 1386 et 1388, Jean de Goerlitz est responsable de l'administration du duché de Luxembourg. Il contestait avec son frère Sigismond en ce qui concerne la possession du Brandebourg mis en gage à leur cousin, le margrave Jobst de Moravie.
Promis en mariage dès l'âge de six ans, il épouse à Prague le 10 février 1388 Richarde-Catherine, fille du duc Albert III de Mecklembourg, roi de Suède, et de son épouse Richardis de Schwerin. Ils eurent une fille :
- Élisabeth (1390-1451), duchesse engagère de Luxembourg, mariée :
  1. en 1409 à Antoine de Bourgogne (1384-1415), duc de Brabant et de Limbourg,
  2. en 1418 à Jean III de Wittelsbach (1376-1425), duc de Bavière-Straubing.

Immédiatement après un pogrom à Prague en 1389, Jean émet un décret permettant l'expulsion des Juifs de Görlitz, contredisant le privilège délivré par les baillis de la Haute-Lusace. Pendant son règne, le duc peut s'appuyer sur le conseil de son chancelier Olbram ze Škvorce, futur archevêque de Prague. 
Son demi-frère Venceslas entre en conflit avec l'« union seigneuriale » de Bohême, qui le fait arrêter le 8 mai 1394 et nomme Jobst de Moravie « administrateur du royaume ». Emprisonné au château de Wilberg en Autriche, Venceslas est libéré le 1er août grâce à l'intervention de Jean. Toutefois, il ne respecte pas les conditions prévues pour sa libération : en avril 1395, il fait arrêter son cousin Jobst, s'aliénant par cette action son frère Jean.
Jean décède subitement à l'âge de 26 ans, après s'être retiré à l'abbaye de Neuzelle en Basse-Lusace. Une source envisage un empoisonnement probable à l'âge de 25 ans dans les mêmes conditions.
Il est enterré dans la crypte funéraire des ducs et rois de Bohême dans la Cathédrale Saint-Guy de Prague, aux côtés de son demi-frère ainé le roi Venceslas.
Après sa mort, le duché est annulé et les limites frontalières sont rétablies à celles d'avant 1377.